# عدن الازهور (السبرة)

تعديل مصدري - تعديل

عدن الازهور محلة تابعة لقرية السوائل، التابعة لعزلة الازهور بمديرية السبرة إحدى مديريات محافظة إب في الجمهورية اليمنية.، بلغ تعداد سكانها 189 حسب تعداد اليمن لعام 2004.